# Club Deportivo Sport Loreto
Pour les articles homonymes, voir Loreto.
Maillots
Dernière mise à jour : 1er juin 2023.
Le Club Deportivo Sport Loreto est un club péruvien de football basé à Pucallpa dans l'Amazonie péruvienne.

## Histoire
Fondé à Pucallpa le 3 septembre 1939, le Sport Loreto rend hommage à Loreto, région péruvienne qui englobait Pucallpa jusqu'en 1980. D'ailleurs en 1973, le club remporte la ligue de football de Loreto, son premier succès.
El Decano, « le doyen » son surnom, remporte en 2014 la finale de la Copa Perú (D3) en battant l'Unión Fuerza Minera de Juliaca (4-1 et 0-1), victoire qui lui permet d'accéder en 1re division. 
Participant donc au championnat du Pérou en 2015, le club ne peut s'y maintenir. Trois entraîneurs (César Tabares, Jovino Reátegui et Javier Arce) s'y succèdent, mais ne peuvent sauver le Sport Loreto qui descend en 2e division en fin d'année. 
Après quatre saisons passées en D2 péruvienne – de 2016 à 2019 – le club retourne en Copa Perú.

## Résultats sportifs

### Palmarès
| Compétitions nationales               | Compétitions régionales |
| - Copa Perú (1) : - Vainqueur : 2014. | - Ligue de la région d'Ucayali (3) : - Vainqueur : 2006, 2013 et 2014. - Ligue de la région de Loreto (1) : - Vainqueur : 1973. |

### Bilan et records
- Saisons au sein du championnat du Pérou : 1 (2015).
- Saisons au sein du championnat du Pérou D2 : 4 (2016-2019).

## Joueurs et personnalités

### Joueurs

#### Grands noms
Roberto Jiménez, international péruvien des années 2000, termina sa carrière en 2018 au sein du Sport Loreto. Juan Pablo Vergara y joua en 2015.

### Entraîneurs
Véritable spécialiste de l'épreuve, José Ramírez Cubas permet au Sport Loreto de remporter en 2014 la Copa Perú, le seul titre majeur du club. 
| - Harry López (2013) - Jovino Reátegui (2013) - Pablo Bossi (2013) - José Ramírez Cubas (2014) - César Tabares (2015) - Jovino Reátegui (2015) - Javier Arce (2015) | - Cristian Ferlauto (2016) - Guillermo Esteves (2017) - Carlos Galván (en) (2018) - Jesús Álvarez / Jefry Ramírez (2018) - Carlos Santiago (2018) - Aristóteles Ramos (2018-2019) |

## Culture populaire

### Rivalités
Le Sport Loreto maintient une rivalité traditionnelle avec le San Martín de Porres lui aussi de la ville de Pucallpa. Un autre rivalité, plus récente, est celle qui l'oppose au Deportivo Bancos de la même ville.

### Homonyme
Le Sport Loreto de Pucallpa possède un homonyme – le Club Social Deportivo Sport Loreto – fondé en 1908 et basé à Iquitos. Les deux clubs portent le même nom en hommage à la région de Loreto qui englobait jusqu'en 1980 Iquitos et Pucallpa.